# Southampton Water

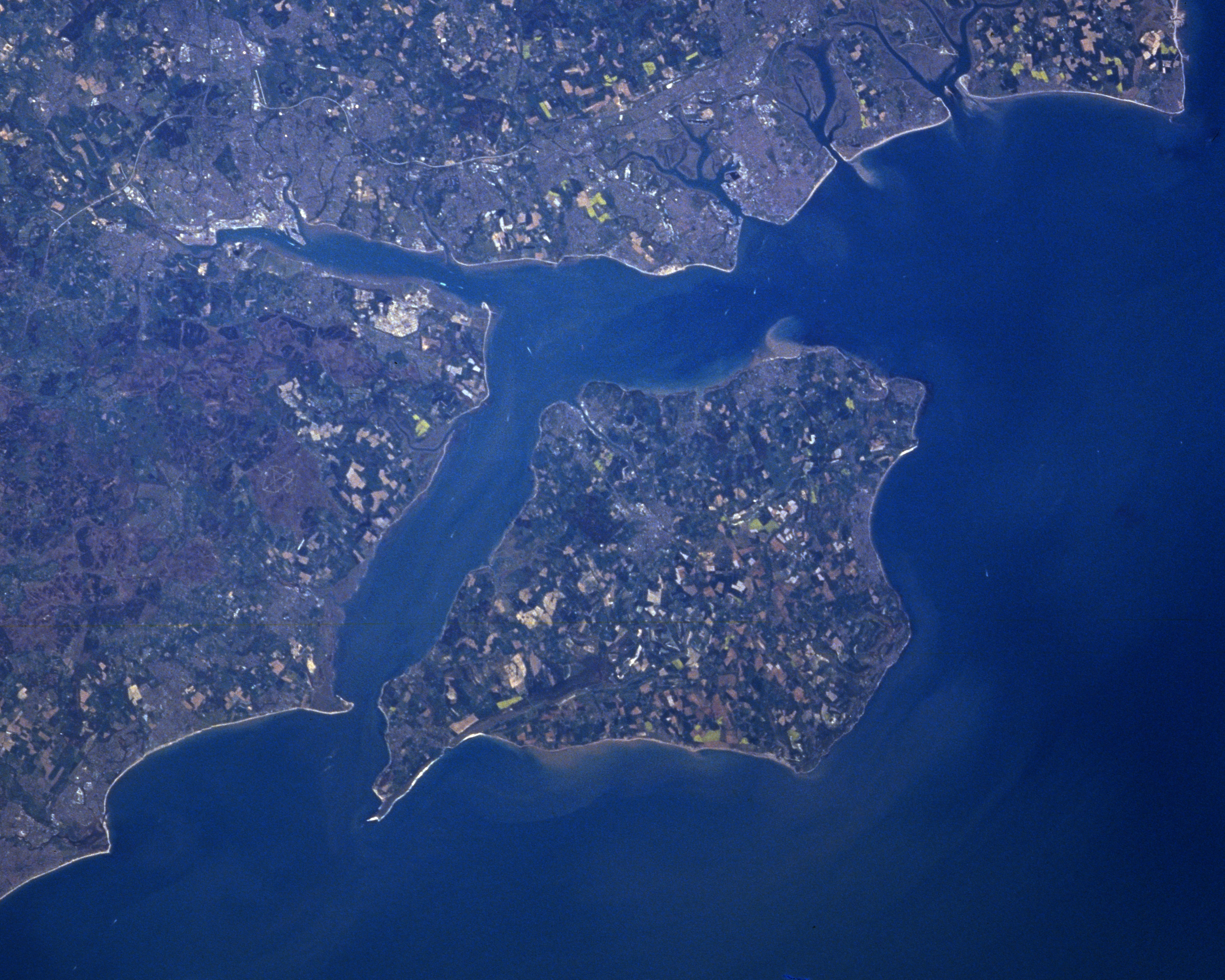
Satellitenaufnahme von Isle of Wight und dem Southampton Water oben links im Bild

Das Southampton Water ist ein rund 15 Kilometer langer, schmaler Meeresarm an der Südküste Englands. Er reicht vom Solent nördlich der Isle of Wight bis zur Stadt Southampton. An dem von Salzwiesen gesäumten westlichen Ufer liegen der New Forest mit den Dörfern Hythe und Fawley. Das östliche Ufer ist leicht steiler; hier liegen Weston (ein Vorort von Southampton), die Dörfer Netley und Hamble-le-Rice sowie der Royal Victoria Country Park.
Geographisch gesehen ist das Southampton Water eine Ria des Ärmelkanals, also ein durch Meerwasser überflutetes Flusstal. In diesem vereinigten sich die Flüsse Test, Itchen und Hamble. Gegen Ende der letzten Eiszeit, als der Meeresspiegel anstieg, wurde das Tal überschwemmt.
Im Rahmen der Olympischen Sommerspiele 1908 wurden hier die Wettbewerbe im Motorbootrennen ausgetragen.